# Jasudów
Jasudów – dawny folwark, obecnie na Białorusi, w obwodzie grodzieńskim, w rejonie grodzieńskim, w sielsowiecie Sopoćkinie.
W latach 1921–1939 należał do gminy Wołłowiczowce.
Według Powszechnego Spisu Ludności z 1921 roku folwark zamieszkiwały 74 osoby, wśród których 64 było wyznania rzymskokatolickiego, 3 staroobrzędowego, a 7 mojżeszowego. Jednocześnie wszyscy mieszkańcy zadeklarowali polską przynależność narodową.